# Молодёжь Азербайджана
«Молодёжь Азербайджана» — орган Центрального комитета Ленинского коммунистического союза молодёжи Азербайджана, действовавшего в период Азербайджанской Демократической Республики и Азербайджанской ССР. Первая легальная комсомольская газета в Азербайджане, выходившая на русском языке.

## История

### Молодой рабочий
Первый номер газеты вышел 11 июня 1919 года под названием «Молодой рабочий», а с 6 октября под названием «Рабочая молодёжь». 27 октября того же года газета под названием «Гяндж ишчи» вышла на азербайджанском языке.
Газета являлась органом ЦК Интернационального союза рабочей молодёжи города Баку и его районов. Издание было приостановлено в результате преследования мусаватского правительства Азербайджанской Демократической Республики. Издавалась с 7 января 1923 года по 19 августа 1941 года под названием «Молодой рабочий», прекратила своё существование в годы Великой Отечественной войны.

### Молодёжь Азербайджана
С 6 сентября 1945 года и до распада Советского Союза выходила 3 раза в неделю под названием «Молодёжь Азербайджана». Газета освещала жизнь азербайджанской молодёжи и занималась и просвещением и коммунистической пропагандой.
В 1961 году редактором был А. К. Шарифов.
В 1982 году тираж составлял 60 тысяч экземпляров.
Корреспондент газеты Салатын Аскерова была убита армянскими сепаратистами 6 января 1991 года во время карабахского конфликта недалеко от села Бёюк-Галадараси.

## Награды
В 1979 году газета была награждена орденом «Знак Почёта».